# 1er mars dans les chemins de fer
1er février 1er avril
Chronologies thématiques
- Croisades
- Sports
- Disney

Cette page concerne les événements qui se sont déroulés un 1er mars dans les chemins de fer.

## Événements

### XIXesiècle
- 1832.  France :   Ouverture aux voyageurs de la ligne Saint-Étienne - Andrézieu.

### XXesiècle
- 1901. Allemagne : mise en service du premier train suspendu à Wuppertal.
- 1909. France : mise en service de la ligne 6 du métro de Paris entre Place d'Italie et Nation.
- 1937. France : la station Saint-Mandé est renommée Picpus et Commerce est renommée Avenue Émile Zola.
- 1951. Espagne : mise en service de la station Legazpi du métro de Madrid.